# Piñuécar
Piñuécar es una localidad española perteneciente al municipio de Piñuécar-Gandullas, en la Comunidad de Madrid. Se encuentra ubicada en el valle del Lozoya.

## Geografía

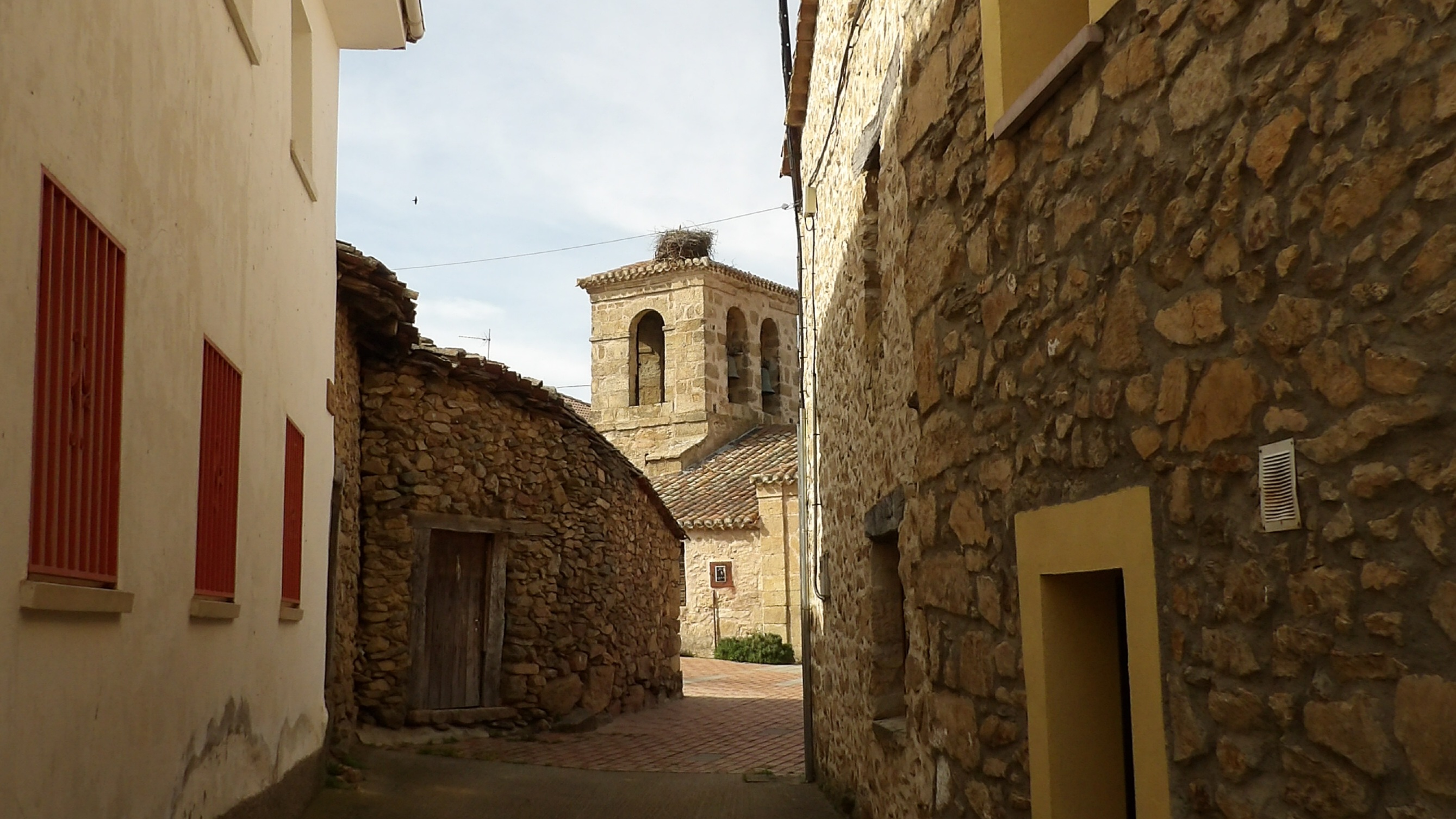
Iglesia de San Simón

La población se sitúa en la ladera nororiental de la Cabeza de Piñuécar (1290 m de altitud) así que el territorio que ocupa es abrupto, siguiendo las pendientes del pico en dirección norte-noreste. Se encuentra situada a unos 3 km de Gandullas, a 8 km de Buitrago del Lozoya, capital comarcal del valle, y a 85 km de Madrid.
Su clima es mediterráneo continentalizado, con lluvias en invierno y seco y caluroso en verano.

## Historia
A mediados del siglo XIX, el lugar contaba con una población censada de 143 habitantes. La localidad, por entonces con ayuntamiento propio, aparece descrita en el decimotercer volumen del Diccionario geográfico-estadístico-histórico de España y sus posesiones de Ultramar de Pascual Madoz de la siguiente manera:

PIÑUECAR: l. con ayunt. de la prov. y aud. terr. de Madrid (14 leg.), part. jud. de Torrelaguna (5), c. g. de Castilla la Nueva, dióc. de Toledo (26). sit. en terreno llano pero áspero y pantanoso y al pie del cerro de su nombre, le combaten los vientos N. y E; el clima es frio, y sus enfermedades mas comunes, algunas calenturas ó hidropesias. Tiene 49 casas de ínfima construccion, la del ayunt., una fuente de buenas aguas de las cuales se utilizan los vec. para sus usos, y una igl parr. (San Simon), con curato de entrada y provision en concurso. Confina el térm. N. la Aceveda y Horcajo; E. Gandullas y Paredes de Buitrago; S. la Serna y Braojos, y 0. Madarcos y Builrago: se estiende una leg. de N. a S, y 5/4 de E. á O., y comprende un cas. compuesto de 8 casas titulado Vellidas; 2 desp. Sto. Domingo y Ventosilla, un pequeño monte de encina y chaparros una deh. con buen pasto de 120 fan. de estension, y diferentes prados que crian regular heno: le atraviesa un pequeño r. que tiene su origen en la sierra de la Aceveda. El terreno es de inferior calidad, de secano y 30 fan. de regadio. caminos: los que dirigen á los pueblos limítrofes, y á 1/4 leg de la pobl., pasa la carretera que de Madrid va a Burgos. El correo se recibe de Buitrago, por los mismos interesados. prod.: algo de trigo, centeno, cebada, vino, legumbres, patatas y lino: mantiene ganado lanar fino, vacuno y yeguar; cria caza de liebres, conejos, perdices y otras aves, y pesca de truchas y barbos. ind.: la agrícola, 3 telares de lino y un molino harinero. pobl.: 24 vec., 143 alm. cap. prod.: 329,700 rs. imp: 14,147. contr.: segun el cálculo general y oficial de la prov. 9'65 por 100.
(Madoz, 1849, pp. 52-53)

Una constante emigración, principalmente hacia Madrid, hace que hoy en día la localidad no alcance los 65 vecinos, la mayoría de los cuales son ancianos.

## Economía
La economía local se basa en la ganadería de bovino y las pensiones.